# Schrauben- und Flanschenfabrik Emil Helfferich Nachfolger
Die Schrauben- und Flanschenfabrik Emil Helfferich Nachfolger (EHN) war ein mittelständisches deutsches metallverarbeitendes Unternehmen in Kirchheim unter Teck. Die Unternehmung war zwischen 1888 und 1900 eine von drei Firmen in Deutschland, die einen Großteil des inländischen Marktes mit Flanschen belieferten, und die einzige Flanschenfabrik in Süddeutschland.
Das Unternehmen blieb bis 1977 im Besitz der Familie Weise. Nach Konkurs 1977 wurde EHN von der Mönnighoff GmbH übernommen. 1981 wurde der Standort Kirchheim von Mönnighof geschlossen.

## Geschichte

### Gründung durch Emil Helfferich
Am 1. August 1883 gründete Emil Helfferich am Ortseingang von Dettingen unter Teck in einer ehemaligen Baumwollspinnerei eine Schrauben- und Flanschenfabrik. Er produzierte überwiegend Schrauben und Flanschen für private Haushalte. Die Nachfrage nach seinen Produkten war groß, sodass er schon zwei Jahre später 20 Arbeitnehmer beschäftigte.

### Unter Max Weise
Schon 1888 veräußerte Helfferich sein Unternehmen an Max Weise, geb. 1855 in Leisnig, Sachsen. Dieser firmierte nun als „Emil Helfferich Nachfolger“ (EHN). Der Eintrag im Handelsregister von Kirchheim erfolgte am 20. Januar 1888 unter HRA 122. Max Weise legte das Schwergewicht auf die Produktion von Flanschen für den industriellen Bedarf. Dafür benötigte er stärkere Pressen. Diese gab es im Wasser-Hammerwerk von Karl Zink in Ötlingen, welches Max Weise am 15. Juli 1891 erwarb. Er verlegte die Flanschenproduktion dorthin, während die Schraubenherstellung in Dettingen verblieb. Da die Nachfrage nach Flanschen groß war und die Standorte in Dettingen und Ötlingen für eine Erweiterung der Produktion nicht ausreichten, erwarb Weise am 24. August 1891 auch die Speiser‘sche Öl- und Sägemühle mit der Wasserkraft in der Dettinger Straße 94 in Kirchheim unter Teck. 1896 verlagerte Weise die Flanschenproduktion vollständig nach Kirchheim, während die Schraubenfabrikation in Dettingen verblieb. 1897 verkaufte Weise das Ötlinger Hammerwerk und 1906 auch die Schraubenfabrikation in Dettingen. Letztere ging an seinen früheren Mitarbeiter Eugen Schweizer.
Weise beauftragte den Industriearchitekten Philipp Jakob Manz mit der Planung der Fabrikanlagen. In den Jahren 1894 bis 1906 entstanden mit dem Aufschwung der Firma Helfferich Nachf. – Inhaber Max Weise kontinuierlich wachsende Fabrikbauten, Erweiterungen und Anbauten. Für die Fabrikation von schmiedeeisernen Flanschen aller Art, für Schrauben und Muttern, für schwere Schmiede- und Preßstücke wurden ein eigener Gleisanschluss, Wasser- und Dampfkraft, eine Verzinkungsanstalt, eine Blankzieherei und ein großes Hammerwerk gebaut.
Max Weise war ein erfolgreicher Unternehmer, der seine Produkte in ganz Deutschland, aber auch ins benachbarte Ausland vertrieb. Max Weise setzte sich für die sozialen Belange seiner Belegschaft ein. Er baute in Kirchheim Wohnhäuser, die er seinen Mitarbeitern zur Verfügung stellte. Für dieses Engagement wurde er 1909 vom württembergischen König Wilhelm II mit dem Titel eines königlichen Kommerzienrates ausgezeichnet. Die Straße in Kirchheim, in der er die Wohnhäuser errichtete, erhielt später seinen Namen. 1906 holte Max Weise seinen Sohn Fritz in das Unternehmen.

### Der Erste Weltkrieg und die Weimarer Republik
1909 errichtete er mit einem französischen Partner in Clerval in Frankreich eine kleine Flanschenfabrik, die er jedoch mit Ausbruch des Ersten Weltkriegs wieder schließen musste. Die Jahre während des Ersten Weltkrieges und der Weimarer Republik verliefen sehr wechselvoll. Während 1914 und 1915, die beiden ersten Kriegsjahre, verlustreich waren, sorgte die Kriegswirtschaft wieder für Vollbeschäftigung.
Die 1929 beginnende Weltwirtschaftskrise traf das Unternehmen besonders stark. 1932 wurde nur noch ein Viertel des Umsatzes der Vorjahre erzielt. Max Weise zog sich schon 1930 aus dem Unternehmen zurück, er starb 1931. Der Sohn Fritz übernahm die alleinige Verantwortung.

### Die Zeit des Nationalsozialismus
Fritz Weise holte schon 1935 seinen ältesten Sohn Hans in die Geschäftsleitung. Auch betrieblich gab es wesentliche Veränderungen: Der Betrieb wurde 1936 vollständig von Pressen auf Hämmer umgestellt. Am 15. Februar 1939 starb Fritz Weise, das Unternehmen ging auf seine Witwe Elvira über. Sie führte das Unternehmen zusammen mit ihrem Sohn Hans weiter. 1944 gründete Hans Weise zusammen mit Walter Eisele das Presswerk Teck Hans Weise OHG in Kirchheim. Während des Zweiten Weltkriegs erlitt die Fabrikanlage in Kirchheim keine Kriegsschäden, jedoch kam der Betrieb am Ende des Krieges vollständig zum Erliegen.

### Nachkriegszeit
Im Mai 1945 meldeten sich 50 ehemalige Mitarbeiter, die Hälfte davon Lehrlinge, aus dem Kriegsdienst zurück zur Arbeit. Da nach den ersten Nachkriegsjahren kein Bedarf an Flanschen bestand, verlegte sich das Unternehmen auf die Produktion von landwirtschaftlichen Geräten, wie Jauchepumpen, Rübenmühlen und Eggen.
Erst 1950 wurde die Produktion von Flanschen und die Beziehung zu früheren Auslandskunden wieder aufgenommen. 1953 trat Ulrich Weise, der zweite Sohn von Fritz Weise in das Unternehmen ein und leitete ab 1955 dieses zusammen mit seinem Bruder Hans Weise. Die Nachkriegsjahre mit dem Wiederaufbau der zerstörten Städte war auch für Emil Helfferich Nachfolger sehr erfolgreich. Von 1958 bis 1974 waren sie an dem belgischen Wettbewerbsunternehmen Usines à Brides, Brüssel, beteiligt.
1961 übernahmen die EHN zusammen mit den Gebrüdern Altmann von der Société Lorraine Produits Métallurgiques zu je 50 % die Aktienmehrheit der Usines à Brides, Haren les Bruxelles. 1974 verkaufte die EHN ihre Anteile an die Gebrüder Altmann.

### Umsatzrückgänge
In dritter Familiengeneration wurde zum 1. Januar 1965 das bisherige Einzelunternehmen in eine Kommanditgesellschaft umgewandelt. Hans und Ulrich Weise, Enkel von Max Weise, wurden persönlich haftende Gesellschafter.
Der Niedergang des Unternehmens begann 1972: Bei einem Umsatz von 20,2 Mio. DM betrug der Verlust 2,1 Mio. DM. Im Jahre 1973 erhöhte sich der Umsatz auf 21,8 Mio. DM aber auch der Verlust auf 3,0 Mio. DM. Ursächlich der für Waren fehlende Investitionen in die Modernisierung des Werkes und heftige Streitigkeiten unter den Familiengesellschaftern.
1973 wurde das Unternehmen in eine GmbH & Co. KG gewandelt. Die Gesellschafter Hans und Ulrich Weise traten auch als Geschäftsführer zurück und holten Wirtschaftsprüfer Ulrich Lemberg als Geschäftsführer und Sanierer.

### Turbulenzen
1975 wurde Ulrich Lemberg durch Hans Georg Baetzner abgelöst. Baetzner war bei EHN zuvor bereits als Verkaufsleiter mit Prokura tätig gewesen. Unter ihm nahm das Unternehmen nochmals einen deutlichen Aufschwung. Der Umsatz konnte auf 50,8 Mio. DM und der Gewinn auf 3,2 Mio. DM gesteigert werden. Vom Umsatz wurden 42 % im Ausland erzielt. 1975 war die Nachfrage nach Flanschen auf dem Weltmarkt so groß, dass sie nicht mehr voll befriedigt werden konnte. Das Unternehmen beschäftigte 109 angestellte Arbeitnehmer, 317 gewerbliche Arbeitnehmer und 33 Auszubildende.
Doch bereits Anfang 1976 folgte ein starker Rückgang der Bestellungen, verbunden mit einem Preisverfall. Geschäftsführer Baetzner hatte sich jedoch zum Ziel gesetzt, auch im Jahre 1976 die Vollbeschäftigung für das Unternehmen zu sichern und akzeptierte in großem Umfang Verkaufspreise, die nicht mehr kostendeckend waren. Angesichts sinkender Preise und Umsatzerwartungen hätten die Kosten im Unternehmen angepasst werden müssten. Baetzner unterließ dies. Hinzu kam, dass der Maschinenpark veraltet war. Notwendige Investitionen waren von den Gesellschaftern nicht mehr genehmigt worden. Der Gesellschafter Ulrich Weise wollte aus dem Unternehmen ausscheiden und forderte eine Abfindung in Höhe von 4 Mio. DM.
Geschäftsführer Hans Georg Baetzner verfälschte ab April 1976 die monatlichen Geschäftsberichte für die Banken und die Gesellschafter und wies zu Unrecht ein günstigeres Bild zur Ertragskraft des Unternehmens aus. Auf der Grundlage dieser Berichte gewährten die Hausbanken Volksbank Kirchheim und Deutsche Bank weitere Kredite, mit denen Verluste ausgeglichen wurden.
Im Dezember 1976 stellte der Wirtschaftsprüfer noch eine unzulässige Entnahme von Baetzner in Höhe von 100.000 DM fest. Dies führte zu seiner fristlosen Kündigung, der er nicht widersprach.
Auf Vorschlag der Volksbank Kirchheim wurde ein Wirtschaftsprüfer aus München als „Notgeschäftsführer“ eingesetzt, der am 4. Januar 1977 seine Tätigkeit aufnahm. Zur Eintragung als Geschäftsführer im Handelsregister kam es nicht mehr, denn am 5. Januar 1977 stellte die AOK Kirchheim beim Amtsgericht in Stuttgart einen Konkursantrag gegen das Unternehmen, den er noch mit der Abtretung einer Forderung abwehren konnte.
Der Notgeschäftsführer lud die Stahllieferanten und den Energieversorger Neckarwerke AG am 7. Januar 1977 zu einer Sitzung im Unternehmen ein, um sie zu einem Stillhalten wegen ihrer offenen Forderungen zu bewegen. Dieses Ansinnen wurde abgelehnt. Im Gegenteil: Die Lieferanten pochten auf ihre Eigentumsvorbehaltsrechte und widersprachen einer Weiterverarbeitung.

### Konkurs
EHN stellte am 17. Januar 1977 beim Amtsgericht in Stuttgart Antrag auf Eröffnung eines gerichtlichen Vergleichsverfahrens zur Abwendung des Konkurses. Noch am gleichen Tag bestellte das Gericht den Stuttgarter Rechtsanwalt Volker Grub zum vorläufigen Vergleichsverwalter. Zu diesem nahm die Mönnighoff GmbH, Hattingen, eine Tochter der Bochumer Mineralölgesellschaft (BoMin) und Wettbewerber von Helfferich, Kontakt auf und erklärte ihr großes Interesse an der Übernahme von Helfferich.
Am 1. Februar 1977 unterbreitete Mönnighoff dem Verwalter ein bindendes Angebot für einen Asset-Deal, mit dem das Betriebsgrundstück in Kirchheim die vollständige, Betriebs- und Geschäftsausstattung, Halbfertig- und Fertigerzeugnisse sowie Hilfs- und Betriebsstoffe erworben werden sollten. Mönnighoff übernahm 280 der 459 bei Helfferich beschäftigten Arbeitnehmer. Das Angebot stand unter dem Vorbehalt, dass das Konkursverfahren eröffnet würde, da sonst aufgrund von §613a BGB alle Arbeitnehmer hätten übernommen werden müssen. Das Angebot war bis zum 12. Februar 1977 befristet.
Nach einer Stellungnahme des vorläufigen Vergleichsverwalters eröffnete das Amtsgericht Stuttgart am 7. Februar 1977 das Anschlusskonkursverfahren und Grub wurde zum Konkursverwalter bestellt. Weiterhin bestellte das Gericht auf Vorschlag des Verwalters einen Gläubigerausschuss, mit dessen Zustimmung der Konkursverwalter das Angebot von Mönnighoff am 10. Februar 1977 annahm. Bereits am 14. Februar 1977 nahm Mönnighoff den Geschäftsbetrieb in Kirchheim auf und stellte 280 Arbeitnehmer von Helfferich ein. Die nicht übernommenen Arbeitnehmer wurden vom Konkursverwalter gekündigt und von der Arbeit freigestellt. Der Geschäftsbetrieb wurde in Kirchheim unter der Firma Mönighoff GmbH Werk Helfferich weitergeführt.

### Schließung
1981 wurde die Kirchheimer Niederlassung von Mönnighoff aufgelöst. Damit endete die Geschichte von EHN. Mönnighoff selbst ging 1984 Konkurs und wurde unter erheblichen sozialen Verwerfungen stillgelegt.

## Heute
In den denkmalgeschützten Fabrikanlagen in Kirchheim/Teck befindet sich heute ein Baumarkt für historische Baustoffe. Erhalten geblieben ist die 1906 erweiterte Fabrikhalle mit Sheddach-Oberlichtern und die in der Fassade reich gegliederten, markanten Kopfbauten zur Dettinger Straße mit dem verbindenden Torbau samt Kreuzgewölbe in der Durchfahrt und der Dachlaterne mit einer vierseitigen Uhr.